# Apetina
Apetina es una aldea en la zona sur oriental de Surinam, perteneciente al distrito de Sipaliwini. Apetina se encuentra sobre suaves colinas a lo largo del río Tapanahoni, en medio de la selva. 
Se destacan la montaña Tebu con una elevación de 347 m de altura, cerca del río Tapanahoni, y la cascada the Man Gandafutu. La población de Apetina se compone principalmente de indios Wayana.